# Parlamentswahl in Israel 2015
- VL: 13
- Meretz: 5
- Zionistische Union: 24
- JA: 11
- Kulanu: 10
- Likud: 30
- JB: 6
- HaBajit haJehudi: 8
- Schas: 7
- VTJ: 6

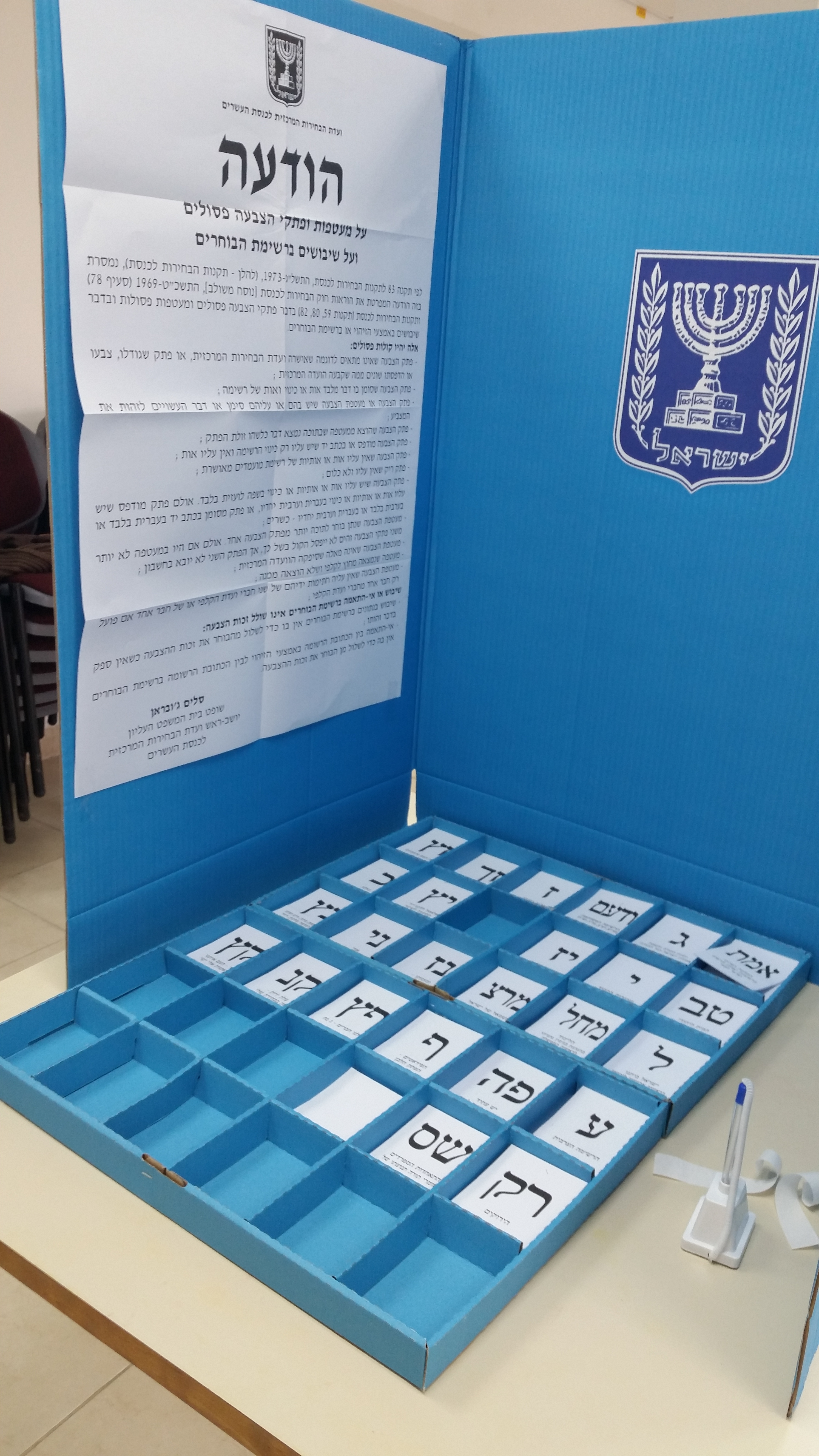
Israelische Wahlkabine

Die Parlamentswahl in Israel 2015 fand am 17. März 2015 statt. Gewählt wurde die 20. Knesset. Es war eine vorgezogene Neuwahl; die Wahl zuvor fand am 22. Januar 2013 statt. Nach dem amtlichen Endergebnis kam Likud auf 30 und die Zionistische Union auf 24 der 120 Sitze in der Knesset; der Herausforderer Herzog gratulierte Netanjahu zum Sieg.
Im Zuge einer Regierungskrise, die sich insbesondere an der Frage über die Entscheidung einer Gesetzesvorlage zum „jüdischen Nationalstaat“ entzündet hatte, entließ Netanjahu seine zentristischen Finanz- und Justizminister. Daraufhin beschloss die Knesset Anfang Dezember 2014 ihre Auflösung (erste Lesung: 3. Dezember; zweite und dritte Lesung: 8. Dezember).
Bei der Wahl 2013 hatte es letztmals eine 2-Prozent-Hürde gegeben; am 11. März 2014 beschloss die Knesset, die Hürde auf 3,25 Prozent anzuheben.

## Parteien
Anders als bei der Wahl 2013 traten die beiden konservativen Parteien Likud von Ministerpräsident Benjamin Netanjahu und Jisra’el Beitenu von Außenminister Avigdor Lieberman getrennt an; bei der letzten Wahl waren sie gemeinsam mit dem Namen Likud Jisra’el bejtejnu angetreten. Dafür hatten bei dieser Wahl die beiden linken Parteien Awoda von Oppositionsführer Jitzchak Herzog und Ha-Tnu’a von Ex-Justizministerin Tzipi Livni zusammen eine Wahlliste unter dem Namen Zionistische Union gebildet.
Für die nationalreligiöse Partei HaBajit haJehudi („Jüdisches Heim“) traten Wirtschaftsminister Naftali Bennett als Spitzenkandidat an und für die liberale Partei Jesch Atid Ex-Finanzminister Yair Lapid. Als „Vereinte Liste“ (HaReschima haMeschutefet) traten die linkssozialistische und vor allem von arabischen Israelis gewählte Partei Chadasch, die überwiegend islamisch geprägte Vereinigte Arabische Liste und die arabisch-nationalistische Balad-Partei an. Auf dem ersten Listenplatz stand Ayman Odeh.
Ex-Kommunikations- und Wohlfahrtsminister Mosche Kachlon, bis Oktober 2014 Mitglied der Likud-Partei Netanjahus, gründete aus Unzufriedenheit die sozial-konservative Partei Kulanu. Sie konnte bislang weder dem rechten und religiösen noch dem Mitte-Links-Lager zugeordnet werden und wurde daher in der Rolle eines „Züngleins an der Waage“ gehandelt. Des Weiteren kandidierten die ultraorthodoxen Parteien Schas (geführt von Arje Deri) und Vereinigtes Thora-Judentum (Spitzenkandidat: Yaakov Litzman). Vom Schas hatte sich der Flügel der Unterstützer von Eli Jischai abgespalten, der nun unter dem Namen Jachad im Listenverbund mit der rechtsextremen Partei Otzma LeJisra’el antrat. Außerdem zu nennen ist die linksgerichtete Meretz-Partei, deren Spitzenkandidatin Zehava Gal-On war.

## Spitzenkandidaten der größten Parteien

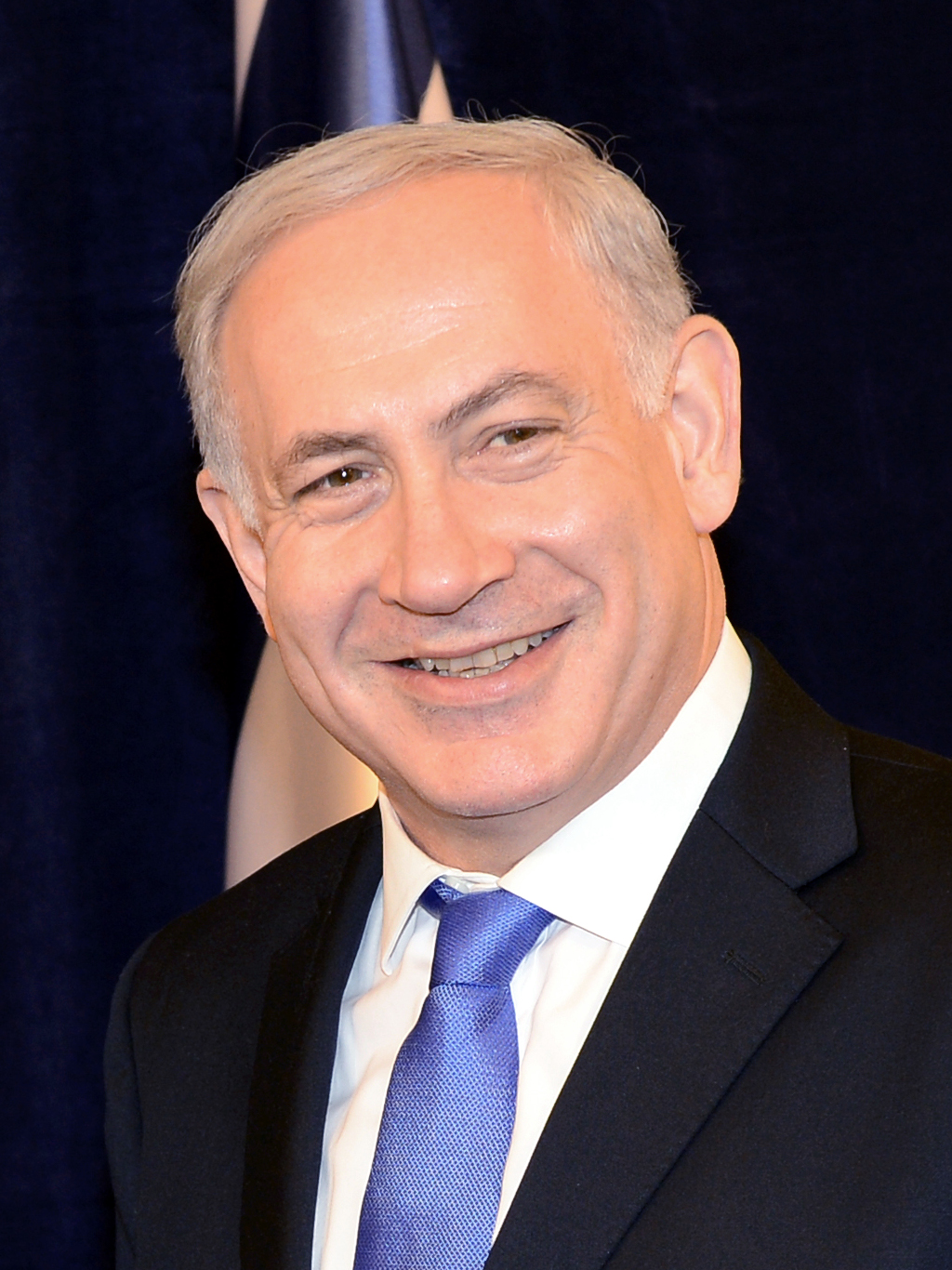
Benjamin Netanjahu, Likud
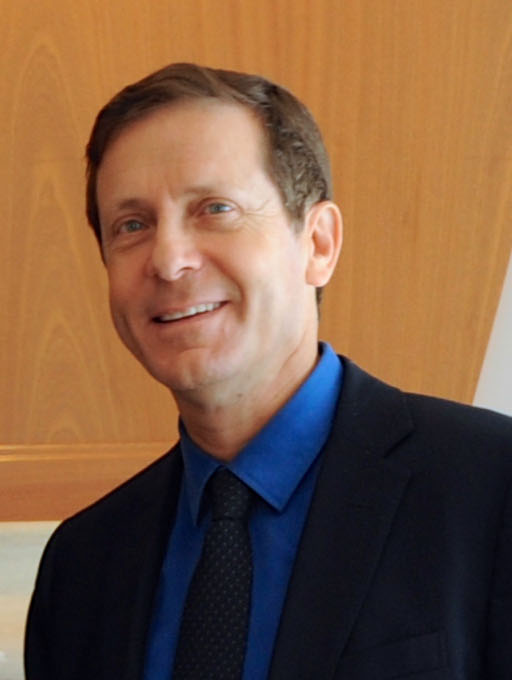
Jitzchak Herzog, Awoda und Zionistische Union
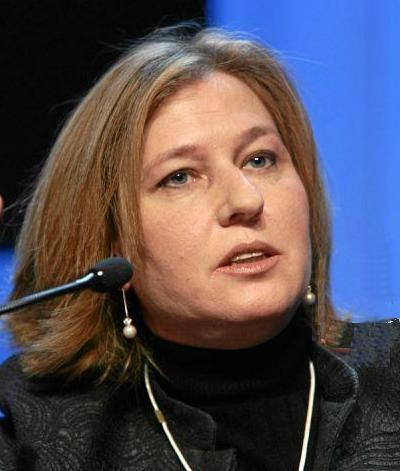
Tzipi Livni, Ha-Tnu’a und Zionistische Union
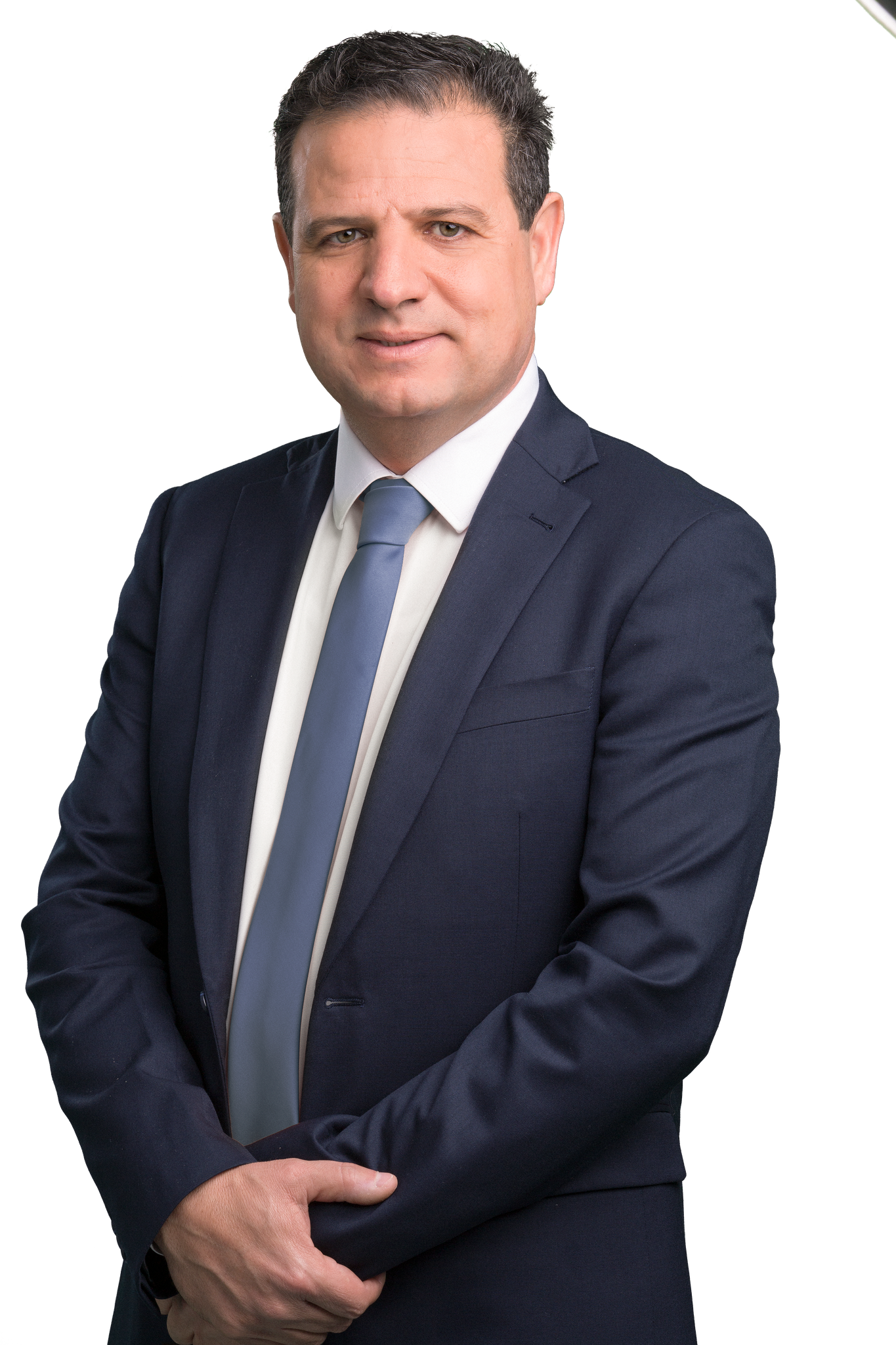
Ayman Odeh, Chadasch und Vereinte Liste
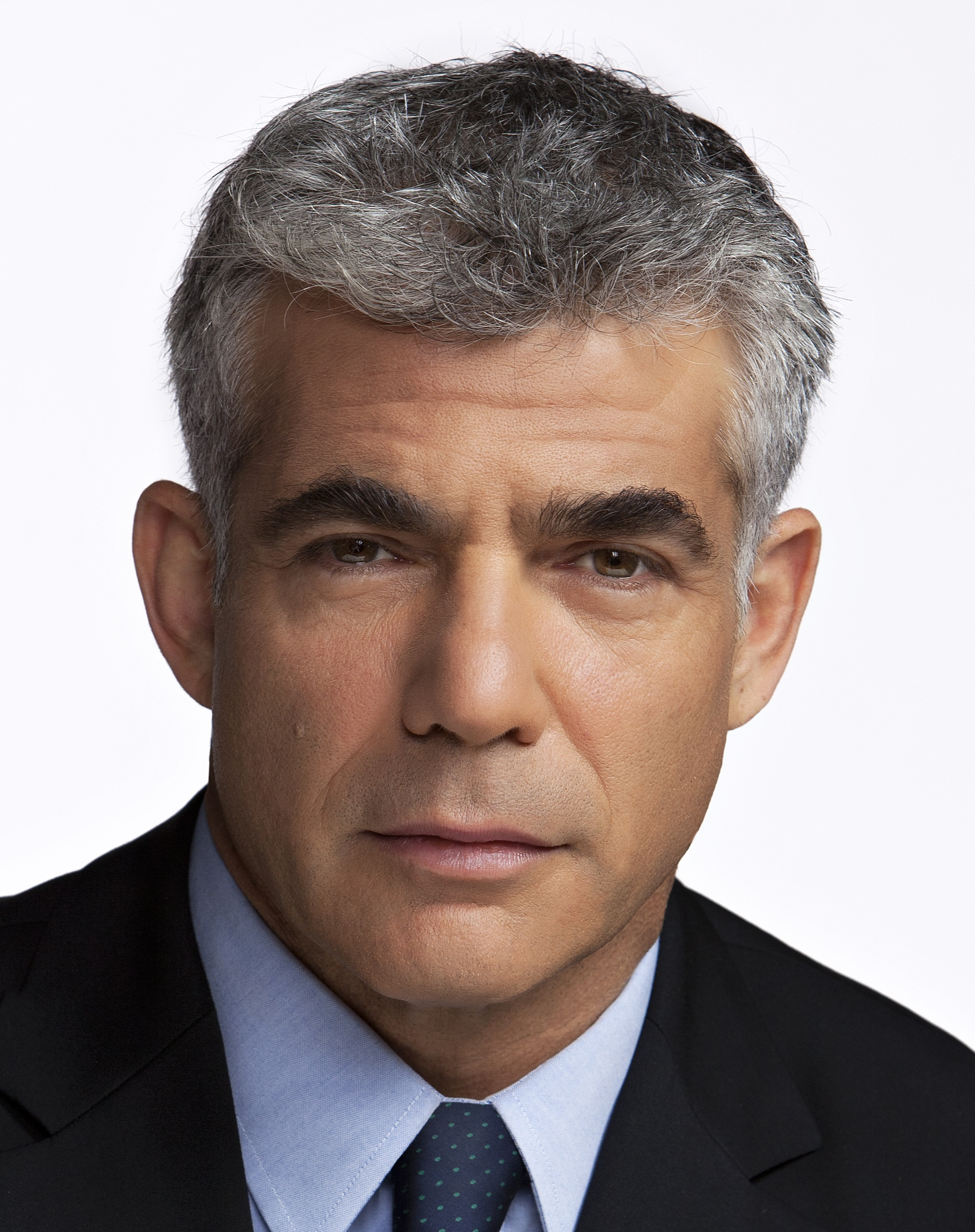
Yair Lapid, Jesch Atid
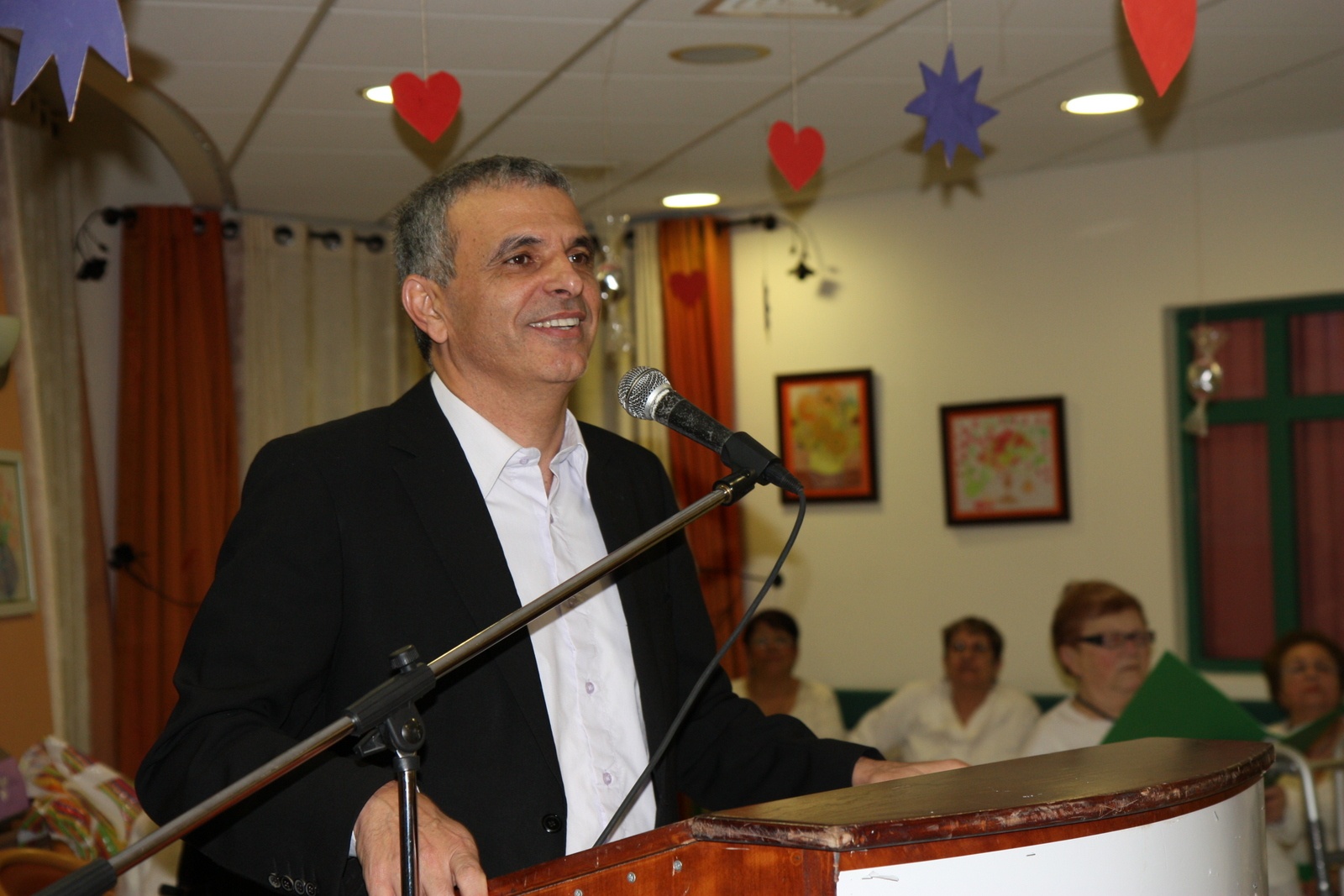
Mosche Kachlon, Kulanu
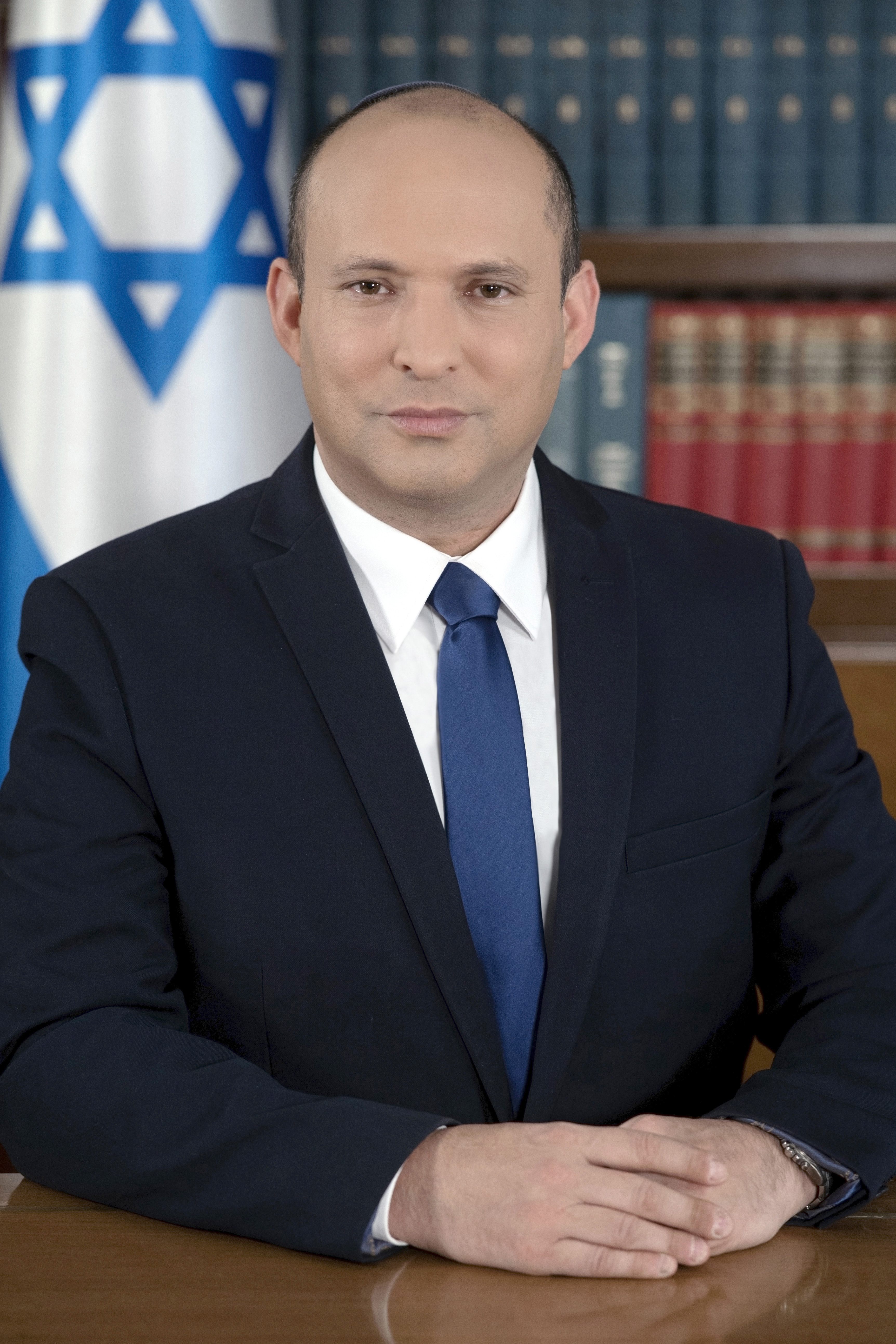
Naftali Bennett, HaBajit haJehudi
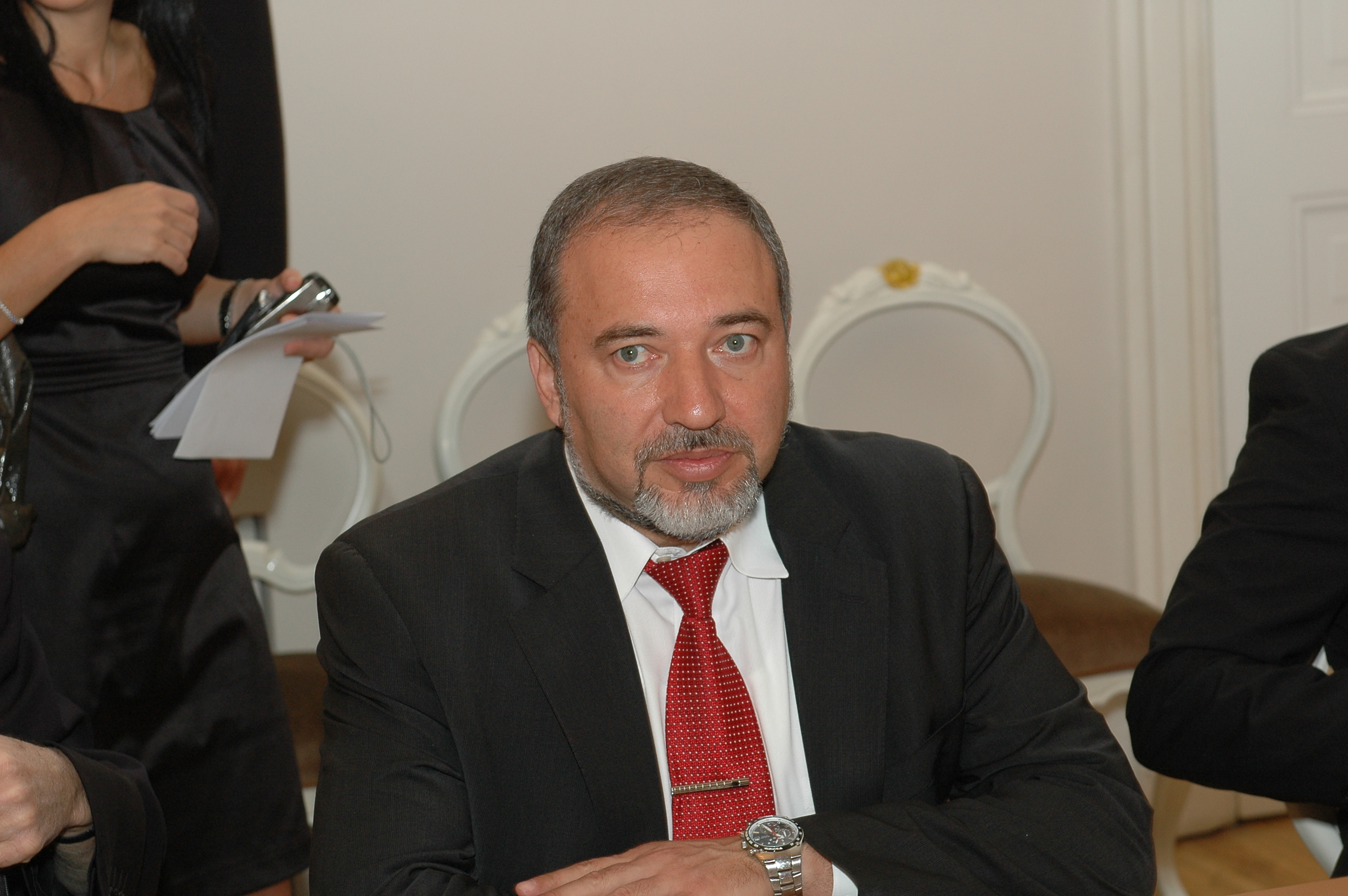
Avigdor Lieberman, Jisrael Beitenu

## Wahlkampf
Im Wahlkampf standen sich die beiden großen Blöcke Likud (rechts) und Zionistische Union (Mitte-links) gegenüber und lagen in den Umfragen seit Dezember Kopf an Kopf. Die konstante knappe Führung in den Umfragen des linken Lagers um die Arbeitspartei Awoda, die stärkste Kraft der Zionistischen Union ist, hatte einige Beobachter überrascht. Auch nach Netanjahus umstrittenem Auftritt vor dem US-Kongress Anfang März 2015 konnte die Zionistische Union ihren Vorsprung von zwei Sitzen vor Likud in den Umfragen halten. Obwohl Netanjahu in öffentlichen Statements eine große Koalition beider Lager ausgeschlossen hatte, gingen viele Beobachter davon aus, dass eine Regierung der „nationalen Einheit“ Ergebnis der Wahl sein könnte.

## Ergebnis
| Partei                                   | Stimmen   | %     | Sitze | ±   |  |
| ---------------------------------------- | --------- | ----- | ----- | --- |  |
| Likud                                    | 985,408   | 23.40 | 30    | +12 |  |
| Zionistische Union                       | 786,313   | 18.67 | 24    | +3a |  |
| Vereinte Liste (4 arabische Parteien)    | 446,583   | 10.61 | 13    | +2b |  |
| Jesch Atid                               | 371,602   | 8.82  | 11    | −8  |  |
| Kulanu                                   | 315,360   | 7.49  | 10    | Neu |  |
| HaBajit haJehudi                         | 283,910   | 6.74  | 8     | −4  |  |
| Schas                                    | 241,613   | 5.74  | 7     | −4  |  |
| Jisra’el Beitenu                         | 214,906   | 5.10  | 6     | −7  |  |
| Vereinigtes Thora-Judentum               | 210,143   | 4.99  | 6     | −1  |  |
| Meretz                                   | 165,529   | 3.93  | 5     | −1  |  |
|                                          |           |       |       |     |  |
| Yachad                                   | 125,158   | 2.97  | 0     | Neu |  |
| Ale Jarok                                | 47,180    | 1.12  | 0     | 0   |  |
| Arabische Liste                          | 4,301     | 0.11  | 0     | Neu |  |
| HaJerukim (Grüne)                        | 2,992     | 0.07  | 0     | 0   |  |
| Na Nach                                  | 2,493     | 0.06  | 0     | 0   |  |
| U'Bizchutan                              | 1,802     | 0.04  | 0     | Neu |  |
| Hoffnung auf Veränderung                 | 1,385     | 0.03  | 0     | 0   |  |
| Piratenpartei Israel                     | 895       | 0.02  | 0     | 0   |  |
| Blumen-Partei                            | 823       | 0.02  | 0     | Neu |  |
| Brit Olam                                | 761       | 0.02  | 0     | 0   |  |
| Or                                       | 502       | 0.01  | 0     | 0   |  |
| Leben mit Würde                          | 423       | 0.01  | 0     | 0   |  |
| Wirtschafts-Partei                       | 337       | 0.01  | 0     | 0   |  |
| Democratura                              | 242       | 0.01  | 0     | Neu |  |
| Moreshet Avot                            | 223       | 0.01  | 0     | 0   |  |
| gültige Stimmen                          | 4,210,884 | 100   | –     | –   |  |
| ungültige und leere Stimmen              | 43,854    |       | –     | –   |  |
| Total Stimmen                            | 4,254,738 |       | 120   | –   |  |
| eingetragene Wahlberechtigte/Beteiligung | 5,881,696 | 72.34 | –     | –   |  |
| Quelle: CEC                              |           |       |       |     |  |

a: Verglichen mit der Summe von Awoda (Arbeiterpartei) und Ha-Tnu’a 2013.
b: Verglichen mit der Summe von Chadasch, Balad und Vereinigter Arabischer Liste  2013.
Die Wahlbeteiligung war laut dem amtlichen Endergebnis mit 72,34 % so hoch wie letztmals vor 15 Jahren. Ein Grund für den Anstieg war vermutlich auch der Antritt der Vereinten Liste, die vor allem zuletzt mehrheitlich politisch unbeteiligte arabische Israelis motivierte, zur Wahl zu gehen.
| Wahljahr | Wahlberechtigte | Wahlbeteiligung | Abgegebene Stimmen | Ungültige Stimmen | Gültige Stimmen |
| -------- | --------------- | --------------- | ------------------ | ----------------- | --------------- |
| 2015     | 5.881.696       | 72,34 %         | 4.254.738          | 43.854            | 4.210.884       |
| 2013     | 5.656.705       | 67,77 %         | 3.833.646          | 40.904            | 3.792.742       |
| 2009     | 5.278.985       | 64,72 %         | 3.416.587          | 43.097            | 3.373.490       |
| 2006     | 5.014.622       | 63,54 %         | 3.186.739          | 49.675            | 3.137.064       |

## Regierungsbildung
- Likud: 30
- Kulanu: 10
- haBajit haJehudi: 8
- Schas: 7
- Jisra’el Beitenu: 6
- Vereinigtes Thora-Judentum: 6
- Sonst.: 53

Kurz vor der am 6. Mai ablaufenden Frist einigten sich die Likud-Partei von Benjamin Netanjahu, Mosche Kachlons sozial-konservative Kulanu-Partei, die beiden ultra-orthodoxen Parteien Schas und Vereinigtes Thora-Judentum sowie die national-religiöse Partei HaBajit haJehudi von Naftali Bennett, eine rechts-religiöse Koalition zu bilden. Die Koalition verfügt in der Knesset über eine knappe Mehrheit von 61 der 120 Abgeordneten. Jisra’el Beitenu des bisherigen Außenministers Avigdor Lieberman hatte zuvor verkündet, in die Opposition zu gehen. Die Verteilung der Ressorts war lange umstritten. In der Folge übernahm Netanyahu zusätzlich die Ämter für Auswärtiges, Gesundheit, Kommunikation und Regionale Kooperation. Am 25. Mai 2016 trat Avigdor Lieberman mit seiner Partei Jisra’el Beitenu doch der Regierungskoalition bei und wurde Verteidigungsminister. Das Regierungslager hat nun seine Mehrheit auf 67 von 120 Mandaten ausgebaut.